# Bilel Ben Brahim
Bilel Ben Brahim, né le 15 juin 1990 à Tunis, est un footballeur tunisien évoluant au poste d'arrière droit.

## Carrière
- juillet 2012-août 2014 : Espérance sportive de Tunis (Tunisie)
  - juillet 2012-juin 2013 : Jeunesse sportive kairouanaise (Tunisie ; prêt)
  - juillet 2013-juin 2014 : Grombalia Sports (Tunisie ; prêt)
- août 2014-janvier 2016 : Avenir sportif de Kasserine (Tunisie)
- janvier 2016-juin 2018 : Avenir sportif de Gabès (Tunisie)
- juillet-octobre 2018 : Étoile sportive de Métlaoui (Tunisie)
- janvier-juin 2019 : Avenir sportif de Gabès (Tunisie)
- depuis juin 2019 : Jeunesse sportive kairouanaise (Tunisie)

## Palmarès
- Vainqueur du championnat de Tunisie en 2011 avec l'Espérance sportive de Tunis
- Vainqueur de la coupe de Tunisie en 2011 avec l'Espérance sportive de Tunis
- Vainqueur de la Ligue des champions de la CAF en 2011 avec l'Espérance sportive de Tunis